# Королевский беркширский полк
Королевский беркширский полк (англ. Royal Berkshire Regiment), полное название Королевский беркширский полк (принцессы Шарлотты Уэльской) (англ. Royal Berkshire Regiment (Princess Charlotte of Wales's)) — пехотный полк Британской армии, существовавший с 1881 по 1959 годы. Образован после слияния 49-го принцессы Шарлотты Уэльской хартфордширского и 66-го беркширского пехотных полков. Ныне его правопреемником и хранителем традиций является подразделение Британских Стрелков.

## История

### Образование

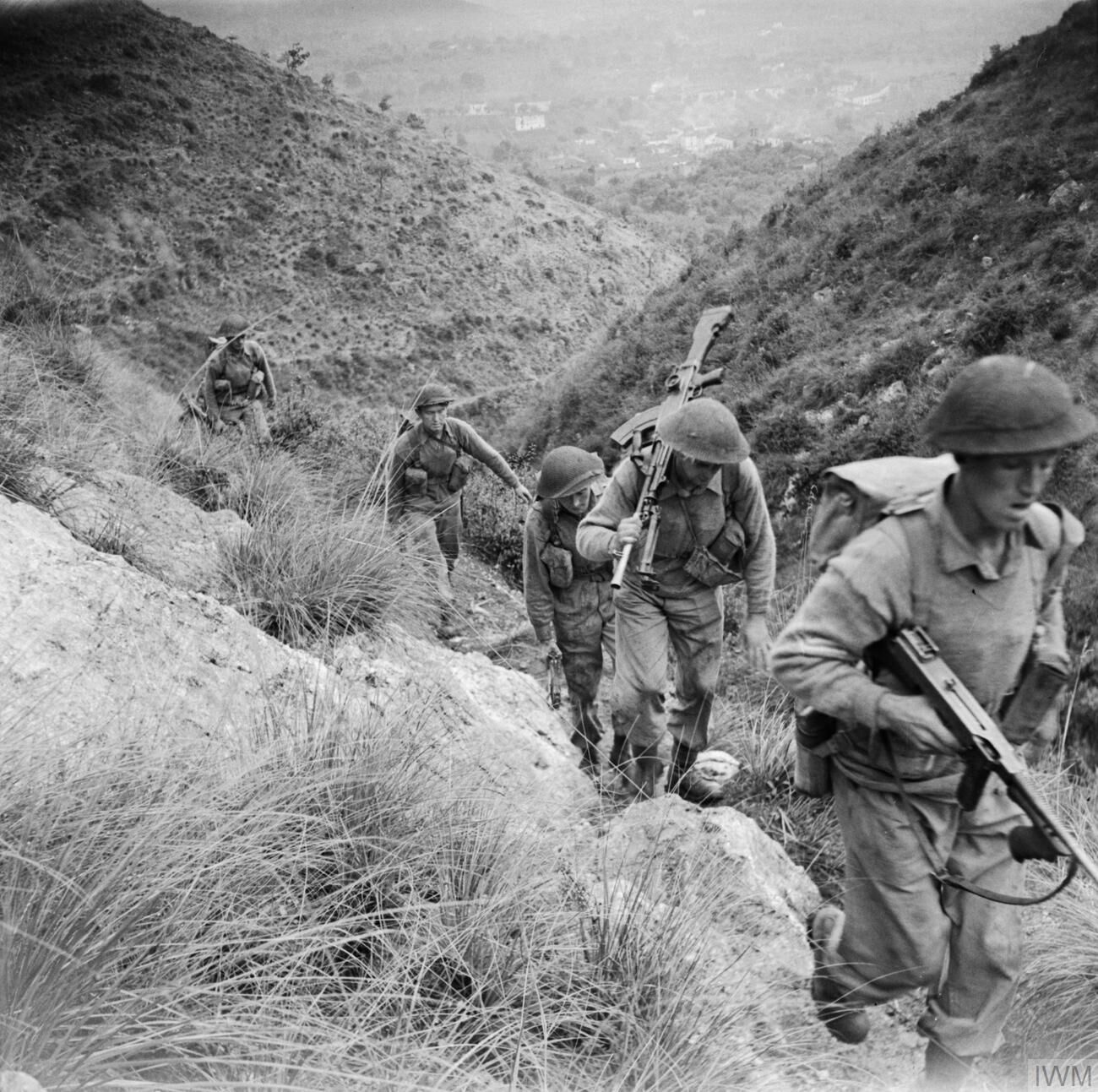
Солдаты 10-го батальона Королевского беркширского полка в Кальви-Ризорта (Италия), октябрь 1943

Полк сформирован в разгар военных реформ Эдуарда Кардуэлла и Хью Чайлдерса. В 1873 году Кардуэллом была предложена схема локализации военного дела в Великобритании, что привело к образованию так называемых «бригадных округов» (они же военные округа), в каждый из которых входило несколько английских графств. В распоряжении каждого округа были два пехотных батальона, один из которых нёс службу исключительно на Британских островах, а второй — за границей (в том числе и в колониях), причём первый обязан был поставлять припасы для второго. В Беркшире штаб-квартиру решили разместить в городе Рединг. Два батальона линейной пехоты были зачислены в 49-й и 66-й пехотные полки вместе с подразделениями местной милиции.
1 июля 1881 по распоряжению Чайлдерса был образован Принцессы Шарлотты Уэльской беркширский полк, куда вошли:
- 1-й батальон (бывший 49-й Принцессы Шарлотты Уэльской Хартфордширский пехотный полк). Полк был образован в 1743 году, имя Принцессы Шарлотты Уэльской ему присвоили в 1816 году[3][4].
- 2-й батальон (бывший 66-й Бершкирский пехотный полк). Полк был образован в 1758 году[4].
- 3-й батальон милиции (бывшая Беркширская милиция)[1][5].
- 1-й добровольческий батальон (бывший 1-й беркширский стрелковый добровольческий корпус, образованный в 1859 году)[5].

В 1885 году Беркширский полк за проявленные боевые качества в битве при Тофрек был удостоен почестей и добавил в своё название слово королевский. Полное название стало звучать как Принцессы Шарлотты Уэльской Королевский беркширский полк.

### Две мировые войны
По причине того, что в ряды британской армии перед обеими мировыми войнами тянулись добровольцы, полк значительно расширялся и пополнялся батальонами. Среди новобранцев появлялись и новые герои полка. Так, в 1915 году в разгар Первой мировой войны 22-летний Александр Буллер Тёрнер из 1-го батальона отличился в боях за Вермей (Франция), разведав в одиночку позиции немецких войск и оказав помощь британской артиллерии, но был смертельно ранен в бою. Тёрнера посмертно наградили Крестом Виктории. В том же полку служил сэр Майлс Демпси, которому предстояло командовать 2-й британской армией во Вторую мировую войну. В 1921 году в названии полка поменяли обе части, и он стал называться Королевский беркширский полк принцессы Шарлотты Уэльской.
Во Вторую мировую войну 1-й батальон полка ввели в состав 2-й пехотной дивизии, которая в 1939 году была направлена во Францию в составе Британских экспедиционных сил. Дивизия участвовала в битве за Францию и вынуждена была эвакуироваться из Дюнкерка, после чего продолжила сражаться на Дальнем Востоке в составе 14-й армии под командованием генерал-лейтенанта Уильяма Слима. Участие 2-й дивизии в Кохимской битве и итоговая победа позволили переломить ход войны в Бирме и нанести серьёзный удар по сухопутным частям японской армии. 2-й батальон проходил службу в 19-й индийской пехотной дивизии и также служил в 14-й армии. 4-й батальон числился в Территориальной Армии и служил в 3-й пехотной дивизии под командованием генерал-майора Бернарда Монтгомери: после эвакуации из Франции батальон был переквалифицирован в учебное подразделение. Также в составе полка был 10-й батальон, который состоял в 168-й лондонской пехотной бригаде, участвовал в Сицилийской операции в составе 50-й нортумбрийской пехотной дивизии и боях в Италии в составе 56-й лондонской пехотной дивизии (8-я армия). В 1944 году распущен.
В 1959 году полк был расформирован, а его части вошли в состав Герцога Эдинбургского королевский полк (Беркширский и Уилтширский).

## Командующие
- 1881—1891: генерал Томас Генри Джонстон (бывший командир 66-го пехотного полка)[7]
- 1891—1894: генерал сэр Уильям Поллексфен Редклифф[8]
- 1894—1905: генерал-лейтенант Роберт Уильям Лоури[9][10]
- 1905—1913: генерал-майор сэр Уильям Беллерс[11][12]
- 1913—1930: генерал-майор Эдвард Томпсон Диксон[13][14]
- 1930—1940: генерал сэр Феликс Фордати Рэди[15]
- 1940—1947: генерал Роберт Джон Коллинс
- 1947—1956: генерал сэр Майлс Демпси[16]
- 1956—1959: бригадир Дадли Уильям Брюс Троуэр Хогг